# Kvarnbäckens bro
Kvarnbäckens bro är en bro byggd 1935 över Kvarnbäcken i Vittjärv och är av typen "fritt upplagd balkbro". Bron är enligt länsstyrelsen en kulturhistoriskt värdefull vägbro och stenarbetet anses ha en ovanligt hög kvalitet. Bron är 16,8 meter lång och 7,0 meter bred med en spännvidd på 5,9 meter.